# Llamellín

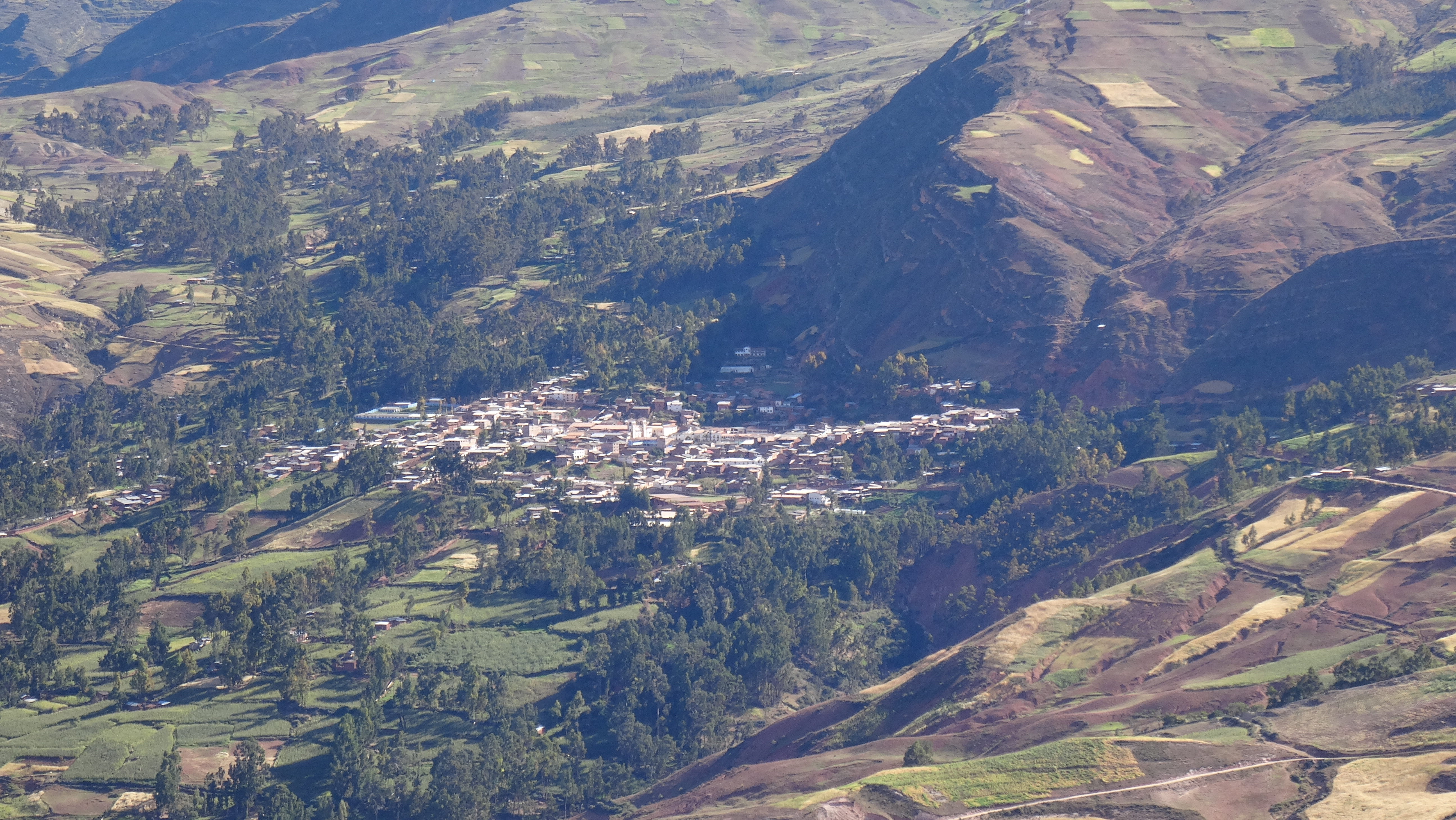
Panorámica de la ciudad de Llamellín y el cerro Pahuacoto vista desde la cumbre del cerro Yarkan.

 Llamellín (fundada como San Andrés de Llamellín) es una ciudad peruana, capital del distrito de Llamellín y de la provincia de Antonio Raimondi ubicada en el departamento de Áncash en el Perú. Localizada en la parte oriental de la denominada zona de Conchucos en el departamento de Áncash, a unos 150 km de Huaraz, capital de la región y a 600 km de Lima. Cuenta con una población aproximada de 2100 habitantes, ubicada a una altitud media de 3340 m s. n. m. Presenta un clima semi templado con temperaturas promedio de 21 °C en verano y 15 °C en invierno.

## Clima
| Parámetros climáticos promedio de Llamellín | Parámetros climáticos promedio de Llamellín | Parámetros climáticos promedio de Llamellín | Parámetros climáticos promedio de Llamellín | Parámetros climáticos promedio de Llamellín | Parámetros climáticos promedio de Llamellín | Parámetros climáticos promedio de Llamellín | Parámetros climáticos promedio de Llamellín | Parámetros climáticos promedio de Llamellín | Parámetros climáticos promedio de Llamellín | Parámetros climáticos promedio de Llamellín | Parámetros climáticos promedio de Llamellín | Parámetros climáticos promedio de Llamellín | Parámetros climáticos promedio de Llamellín |
| Mes                                         | Ene.                                        | Feb.                                        | Mar.                                        | Abr.                                        | May.                                        | Jun.                                        | Jul.                                        | Ago.                                        | Sep.                                        | Oct.                                        | Nov.                                        | Dic.                                        | Anual                                       |
| ------------------------------------------- | ------------------------------------------- | ------------------------------------------- | ------------------------------------------- | ------------------------------------------- | ------------------------------------------- | ------------------------------------------- | ------------------------------------------- | ------------------------------------------- | ------------------------------------------- | ------------------------------------------- | ------------------------------------------- | ------------------------------------------- | ------------------------------------------- |
| Temp. máx. media (°C)                       | 25                                          | 26                                          | 26                                          | 25                                          | 23.5                                        | 22                                          | 21                                          | 21                                          | 21                                          | 22                                          | 23                                          | 24                                          | 23.3                                        |
| Temp. mín. media (°C)                       | 18.5                                        | 19                                          | 20                                          | 18                                          | 17                                          | 16                                          | 15                                          | 14.5                                        | 15                                          | 15                                          | 16                                          | 17                                          | 16.8                                        |
| Precipitación total (mm)                    | 0                                           | 3                                           | 28                                          | 0                                           | 0                                           | 0                                           | 0                                           | 0                                           | 73                                          | 109                                         | 160                                         | 0                                           | 373                                         |
| Fuente: accuweather.com                     |                                             |                                             |                                             |                                             |                                             |                                             |                                             |                                             |                                             |                                             |                                             |                                             |                                             |

## Historia
Las primeras evidencias de presencia humana datan del 3.000 a. C. Posteriormente fue parte del señorío Huari hasta que este fue conquistado por el Imperio inca bajo el gobierno de Cápac Yupanqui.

### Época virreinal
Los habitantes del grupo étnico huari se rindieron sin resistencia a los conquistadores españoles con el propósito de librarse de los incas. Pocos años después los conquistadores iniciaron con la repartición de estas tierras y la fundación de obrajes e ingenios para sacar provecho de la mano de obra nativa.
Luego de la conquista española, el territorio llamellino perteneció a la encomienda de Icho Huari, que comprendía también a los pueblos de San Luis  y Chacas. Esta encomienda fue posesión del conquistador castellano Bartolomé de Tarazona entre 1532 y 1561 (concedida oficialmente por Francisco Pizarro en 1540 gracias a sus méritos militares, entre las que destacan la fundación de Lima y Huánuco). Tras la muerte de Tarazona en 1561, su esposa, Isabel de Figueroa heredó la encomienda volviéndose a casar en 1570 con el licenciado Diego Álvarez, un noble e intelectual natural de Salamanca quien fuera corregidor del Cuzco, de Chachapoyas, Huánuco y Potosí. En 1608 fue adquirida por el encomendero Diego de Carvajal y Vargas, en 1620 se la heredó a su hijo Francisco de Carvajal y Vargas y sus descendientes.
Fundación española
La fundación del pueblo fue encargada a los evangelizadores de la Orden de San Agustín y el capitán español, vecino y adelantado de Huánuco, Alonso de Santoyo y Valverde, y el encomendero de Icho Huari: Don Diego de Álvarez, en 1572, durante el gobierno del virrey Francisco de Toledo, impulsor de las reducciones de indios, es decir poblaciones de nativos con plaza mayor, iglesia, cabildo y solares propios. Hasta entonces la población nativa vivía dispersa en el territorio y dicha medida facilitaba la labor de los sacerdotes y las autoridades en general. Se sabe que De Toledo visitó la zona norte del Corregimiento de Conchucos (actuales Pallasca, Sihuas y Pomabamba) durante la Visita General al Perú que realizó entre 1570 y 1575, en este viaje, ordenó reducir casi 700 caseríos nativos a solo 9 reducciones.

El repartimiento de Ychoguari encomendado en doña Ysabel de Figueroa tiene 879 yndios tributarios y 4590 personas reduzidos en tres pueblos llamados San Luis de Chuquibamba, San Martin de Chacas y San Andrés de Yamedin.
Martín Enríquez de Almansa - Virrey del Perú. «Relación de oficios que proveen en la gobernación de los reinos y provincias del Perú. (1583).». Consultado el 23 de abril de 2025.

## Autoridades

### Municipales
- 2023 - 2026
  - Alcalde: John K. Gregorio Trejo
  - Regidores: